# Mikiel Habtom
Mikiel Habtom (1991) és un ciclista eritreu. Participa en diferents curses del calendari de l'UCI Àfrica Tour.

## Palmarès
- 2015
  - Vencedor de 3 etapes al Tour de Faso
- 2016
  - 1r al Fenkel Northern Redsea
- 2017
  - 1r al Circuit d'Asmara